# کوزروو
کوزروو (به آلمانی: Koserow) یک شهر در آلمان است که در Amber Spas واقع شده‌است. کوزروو ۱٬۶۵۶ نفر جمعیت دارد.